# André Kieserling
André Kieserling (* 1962 in Dortmund) ist ein deutscher Soziologe. Seit dem Sommersemester 2006 bekleidet er die Professur für Allgemeine Soziologie und soziologische Theorie an der Universität Bielefeld, die zuvor Niklas Luhmann und Rudolf Stichweh innehatten.
Kieserling erwarb 1988 einen Abschluss in Philosophie an der Universität Frankfurt und studierte anschließend bis 1990 Soziologie in Bielefeld. Ab 1995 war er dort wissenschaftlicher Mitarbeiter bei Luhmann und nach dessen Emeritierung 1993 bei Stichweh. 1994 war er Gründungsmitglied und Herausgeber der Zeitschrift Soziale Systeme, bei der er bis 1995 auch als Redakteur fungierte.
Von 1995 bis 2001 war er wissenschaftlicher Mitarbeiter von Ulrich Beck am Institut für Soziologie der Ludwig-Maximilians-Universität München und Redakteur der Zeitschrift Soziale Welt.
1997 wurde Kieserling in Bielefeld mit der Dissertation Kommunikation unter Anwesenden über Interaktionssysteme promoviert. Von 1998 bis 2000 führte er ein Habilitationsprojekt zum Thema „Soziologie der Soziologie“ durch. Im Jahr 2000 war er am Aufbau einer Arbeitsgruppe für Organisationssoziologie beteiligt. 
Von 2001 bis 2006 hatte Kieserling den Lehrstuhl für politische Soziologie und soziologische Theorie an der Johannes Gutenberg-Universität Mainz inne. Seit 2002 ist er zudem als Gastprofessor an der Universität Wien tätig. 2006 folgte er Rudolf Stichweh auf den früheren Lehrstuhl Luhmanns.
Kieserling gehört neben Dirk Baecker, Elena Esposito, Stefan Kühl, Peter Fuchs, Veronika Tacke, Andreas Göbel, Armin Nassehi und Stichweh zu den bekannteren Weiterentwicklern von Luhmanns Systemtheorie. Er gab mehrere Werke aus dessen Nachlass heraus. 
Seit 2015 leitet er das von der Nordrhein-Westfälischen Akademie der Wissenschaft und der Künste geförderte Langzeitprojekt zur Erschließung und Edition des wissenschaftlichen Nachlasses Luhmanns.

## Schriften (Auswahl)

### Monographien
- Kommunikation unter Anwesenden. Studien über Interaktionssysteme, Suhrkamp, Frankfurt am Main 1999
- Selbstbeschreibung und Fremdbeschreibung. Beiträge zur Soziologie soziologischen Wissens, Suhrkamp, Frankfurt am Main 2004
- Die gespaltene Gesellschaft. Zusammen mit Jürgen Kaube. Rowohlt Berlin, Berlin 2022, ISBN 978-3-7371-0148-6.

### Herausgaben
- Niklas Luhmann, Universität als Milieu, Haux, Bielefeld 1992 [Eigener Text: Vorwort des Herausgebers, S. 7–15]
- Niklas Luhmann, Die Religion der Gesellschaft, Suhrkamp, Frankfurt am Main 2000 [Eigener Text: Editorische Notiz, S. 357–359]
- Niklas Luhmann, Die Politik der Gesellschaft, Suhrkamp, Frankfurt am Main 2000 [Eigener Text: Editorische Notiz, S. 435–439]
- Niklas Luhmann, Ideenevolution. Beiträge zur Wissenssoziologie, Suhrkamp, Frankfurt 2008 [Eigener Text: Editorische Notiz, S. 253–254]
- (gemeinsam mit Ulrich Beck): Ortsbestimmungen der Soziologie, Nomos, Baden-Baden 2000
- (gemeinsam mit Dirk Baecker, Elena Esposito, Peter Fuchs, Michael Hutter, William Rasch, Rudolf Stichweh und Gunther Teubner): Soziale Systeme. Zeitschrift für soziologische Theorie, Lucius und Lucius, Stuttgart